# منطقه کلان‌شهری هانوفر–براونشوایگ–گوتینگن–وولفسبورگ
منطقه کلان‌شهری هانوفر–براونشوایگ–گوتینگن–وولفسبورگ (به آلمانی: Metropolregion Hannover-Braunschweig-Göttingen-Wolfsburg) یک ناحیه اقتصادی و فرهنگی در شمال آلمان است. این ناحیه کلان‌شهری نزدیک به یک سوم پهنه ایالت نیدرزاکسن را در بر می گیرد و تقریبا ۳٬۹۰۰٬۰۰۰ تن جمعیت دارد.